# Huailaihue
Huailaihue är en kommun i Chile.   Den ligger i provinsen Provincia de Palena och regionen Región de Los Lagos, i den södra delen av landet, 1 000 km söder om huvudstaden Santiago de Chile.
I omgivningarna runt Huailaihue växer i huvudsak blandskog. Runt Huailaihue är det mycket glesbefolkat, med 2 invånare per kvadratkilometer.